# Cap de Tortosa
Cap de Tortosa är en udde i Spanien. Den ligger i regionen Katalonien, i den östra delen av landet, 400 km öster om huvudstaden Madrid.
Terrängen inåt land är mycket platt. Havet är nära Cap de Tortosa österut.  Närmaste större samhälle är Deltebre, 16,4 km väster om Cabo Tortosa. 